# 희년서
희년서는 희년(49년)을 단위로 창세기에 벌어졌던 일을 풀이한 구약성경의 경이다. 그래서 '소 창세기'다고도 한다. 에티오피아 정교회와 베타 이스라엘들은 이 경전을 정경으로 간주한다. 기원전 2세기 경에 완성되었다. 희년서의 전문은 에티오피아어 번역본만 발견되며 그리스어, 라틴어, 히브리어 버전은 본문의 일부만 살아남았다. 사해문서에서는 상당부분이 유실된 희년서의 히브리어 원문이 발견되었다.